# Umeå östra station
Umeå östra station är en järnvägsstation belägen nedanför Norrlands universitetssjukhus, strax öster om centrala Umeå. Stationen invigdes 28 augusti 2010  av kung Carl XVI Gustaf, men började användas redan 7 augusti då Umeå centralstation stängdes av för ombyggnad. Sedan ombyggnaden av centralstationen blev klar år 2012 finns det alltså två järnvägsstationer i Umeå. Vägviadukten vid namn Sjukhusbacken samt gång- och cykelbron Svingen går ovanför tågperrongen.
Umeå östra station byggdes i samband med byggandet av Botniabanan till Umeå. Till följd av närheten till Norrlands universitetssjukhus och det intilliggande Umeå universitet kommer det att vara det resecentrum i staden som används mest; cirka 35 000 människor arbetar eller studerar i området dagligen.

## Stationsbyggnaden
Resecentret ritades av Lennart Sjögren på White arkitekter och entreprenör för uppförandet var NCC. Till största delen är resecentret uppbyggt av glas och limträ. De väldiga balkarna på insidan av byggnaden ger fasaden ett väldigt karaktäristiskt utseende. Ett lokalt smeknamn, Kexchokladen, har redan vuxit fram eftersom mönstret på balkarna påminner om omslaget till Cloetta Kexchoklad. Byggnaden grenslar spår och perronger som ett upp-och-nedvänt U.
På översta våningen finns ett kafé och andra tjänsteinrättningar.
En gångtunnel har byggts under Blå vägen mellan resecentret och universitetsområdet för att ge en snabb och säker förbindelse mellan dem. I tunneln finns konstverket Ramble and Roam av Astrid Sylwan som består av 4 000 kakelplattor och som belönats med Stora Kakelpriset 2011.

## Bilder

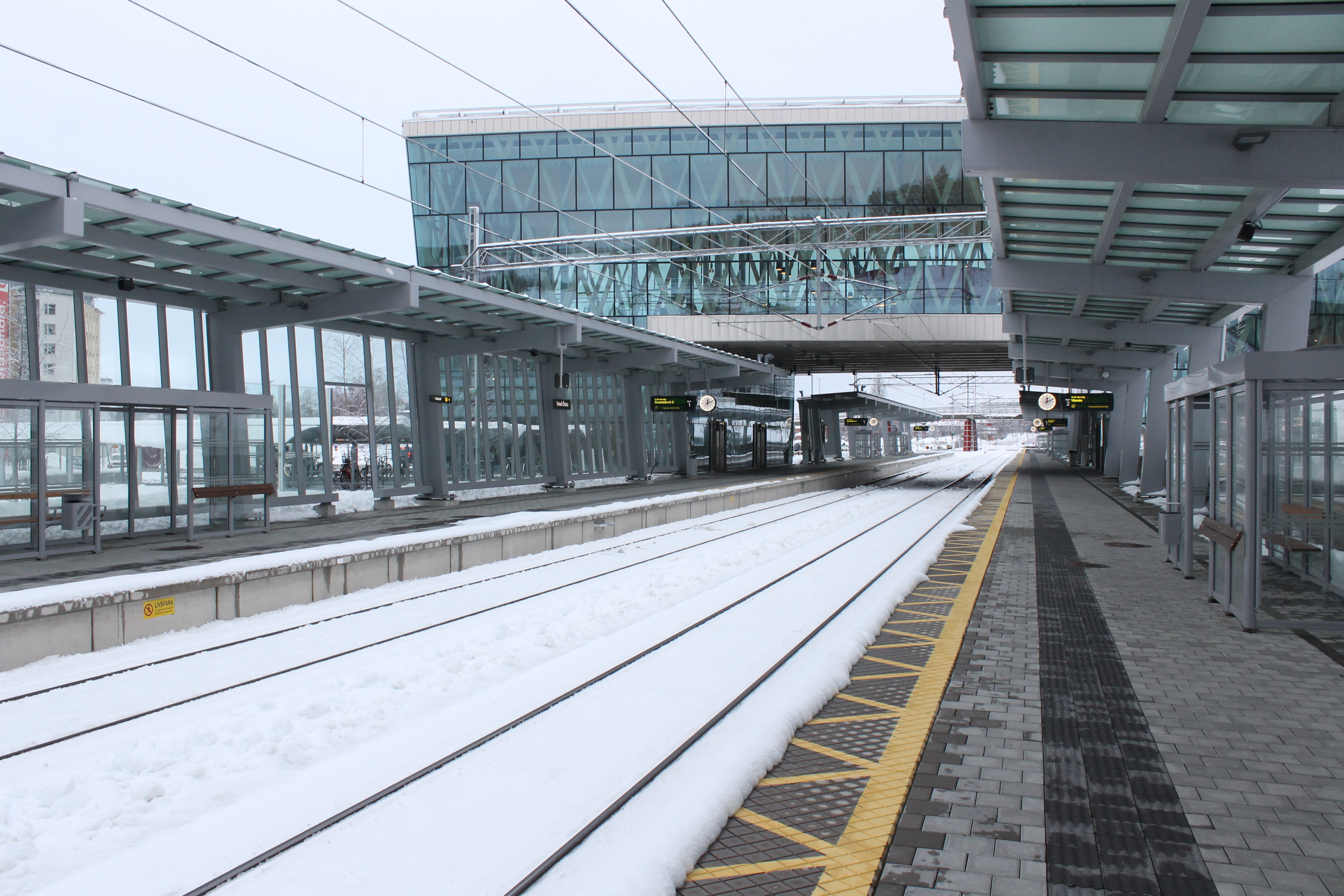
Tågperrongen med stationsbyggnaden synlig.
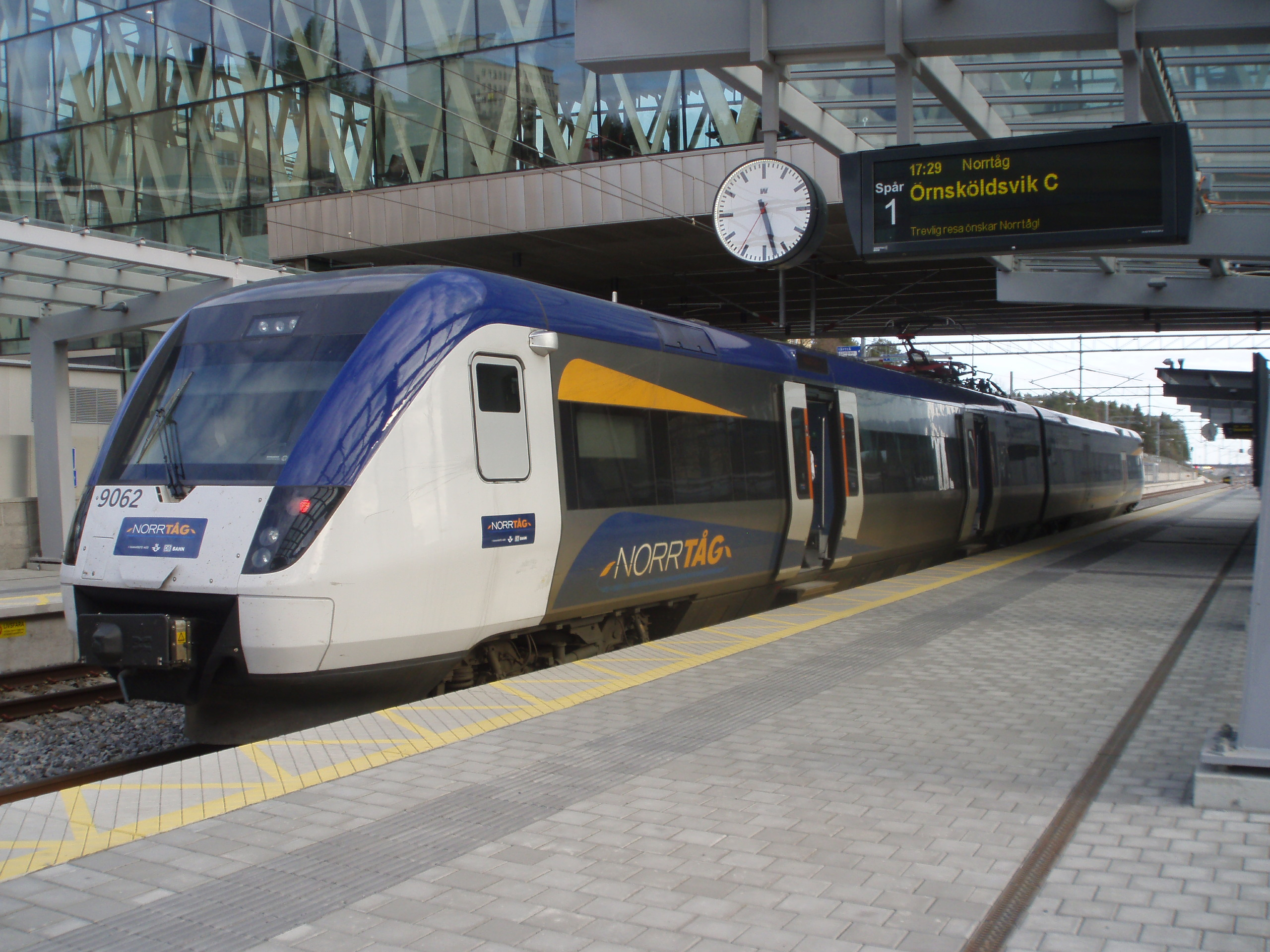
Tåg i sydlig riktning.
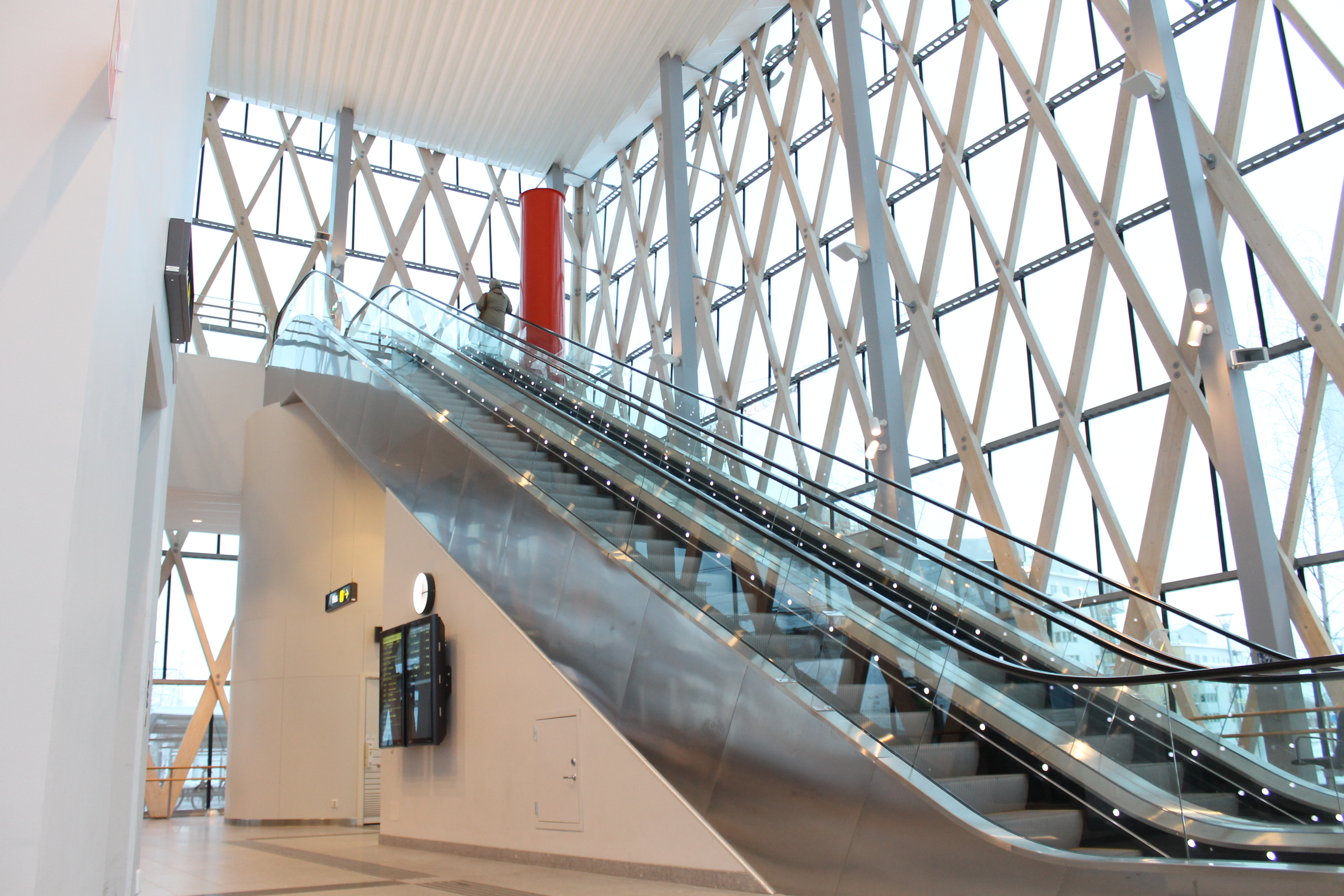
En av rulltrapporna inne i byggnaden.
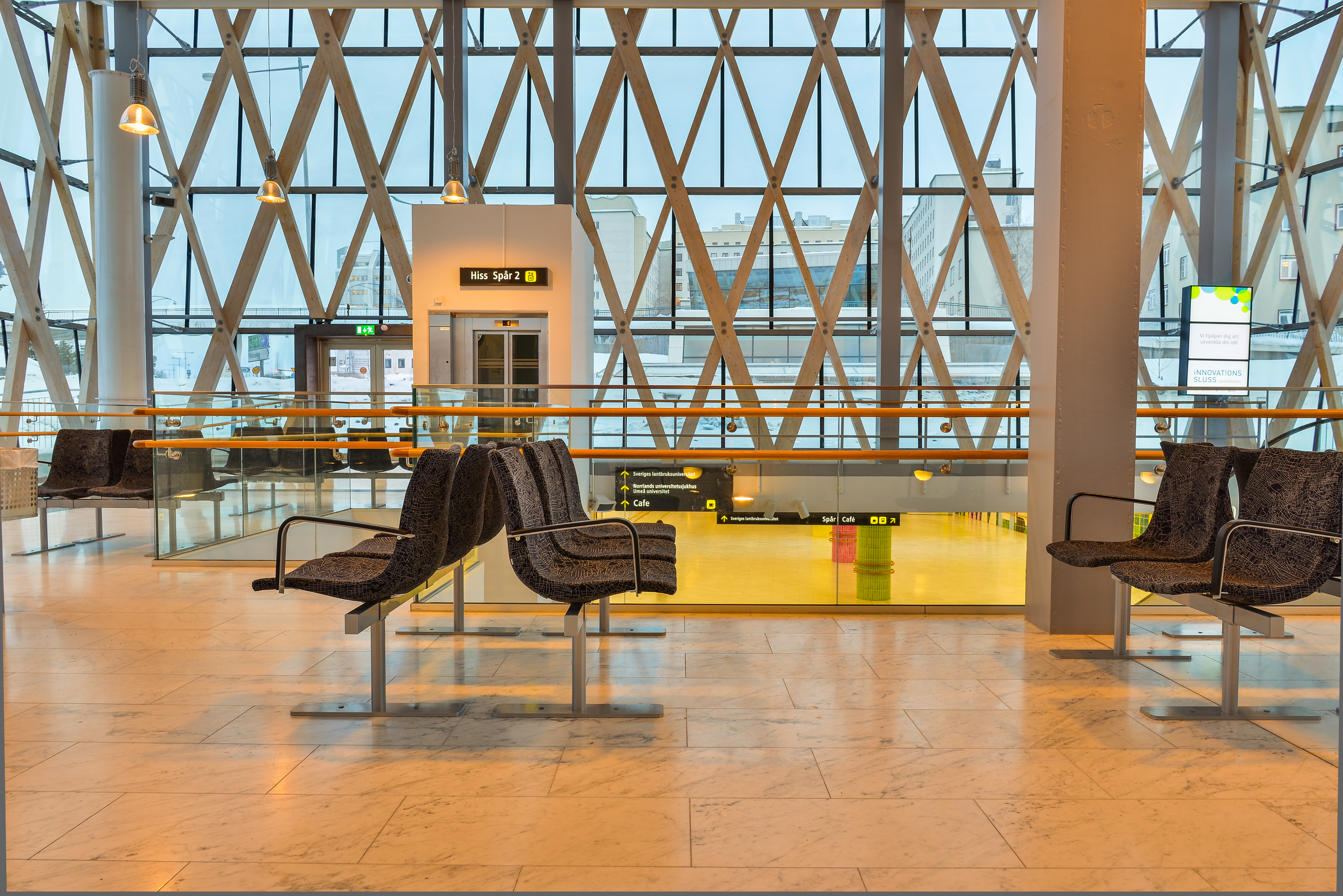
Vänthallen.
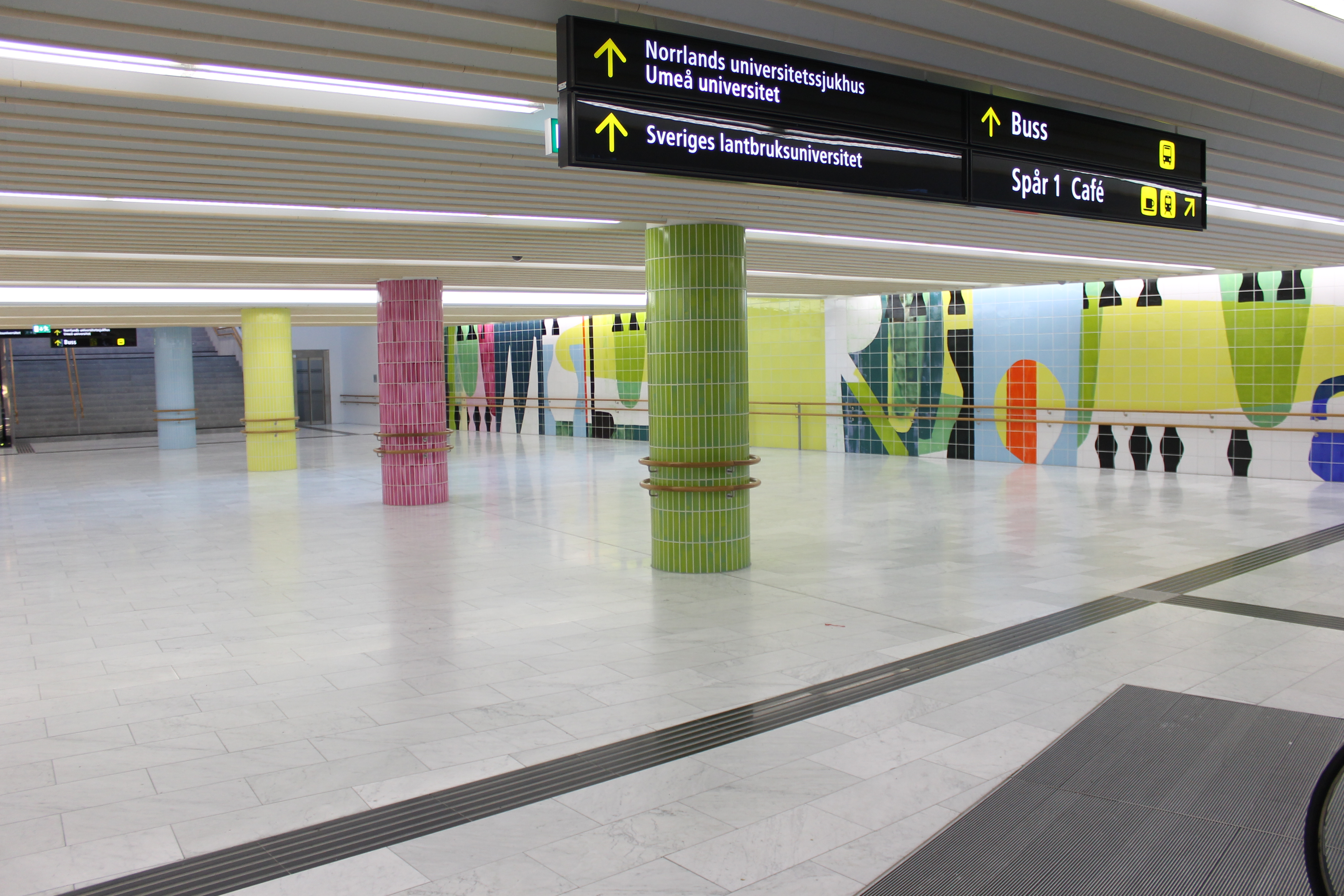
Del av den konstnärligt utsmyckade tunneln.
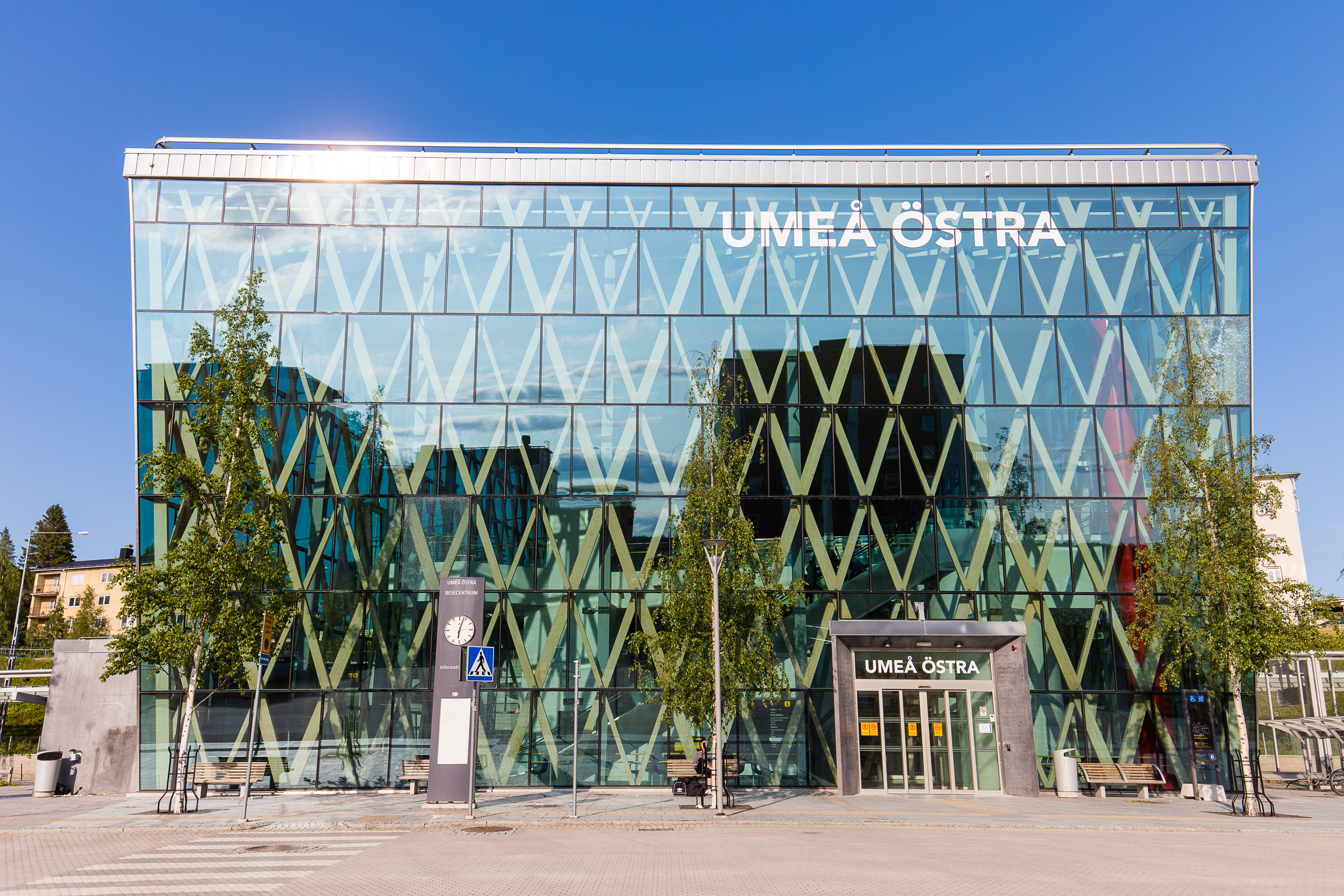
"Framsidan" mot Öbacka.

Umeå östra station
| Riktning från  | Föregående station | Linje       | Linje       | Linje       | Linje       | Linje       | Nästa station | Riktning mot  |
| -------------- | ------------------ | ----------- | ----------- | ----------- | ----------- | ----------- | ------------- | ------------- |
| Örnsköldsvik C | Hörnefors          | Norrtåg     | Norrtåg     | Norrtåg     | Norrtåg     | Norrtåg     | Umeå C        | Linjen slut   |
|                | Linjen börjar      | Norrtåg     | Norrtåg     | Norrtåg     | Norrtåg     | Norrtåg     | Umeå C        | Vindeln       |
| Stockholm C    | Nordmaling         | SJ nattåg   | SJ nattåg   | SJ nattåg   | SJ nattåg   | SJ nattåg   | Umeå C        | Luleå, Narvik |
| Stockholm C    | Örnsköldsvik C     | SJ snabbtåg | SJ snabbtåg | SJ snabbtåg | SJ snabbtåg | SJ snabbtåg | Umeå C        | Linjen slut   |